# Exochus passaventi
Exochus passaventi là một loài tò vò trong họ Ichneumonidae.